# Aurelina Medeiros
Francisca Aurelina de Medeiros Lima (Morada Nova, 21 de maio de 1951), mais conhecida como Aurelina Medeiros, é uma médica veterinária e política brasileira. É deputada estadual pelo estado de Roraima, compondo a 8.ª legislatura, filiada ao Podemos.